# 헤르만 바인게르트너
헤르만 바인게르트너(독일어: Hermann Weingärtner, 1864년 8월 27일 ~ 1919년 12월 22일)는 독일의 체조 선수이다. 그는 프랑크푸르트 (오데르)에서 태어났으며 죽었다.
그는 체조를 지역 체조 클럽인 프랑크푸르터 투른버라인 1860(Frankfurter Turnverein 1860)에서 시작했다. 나중에는 베를린으로 옮겨서 도이체 투너샤프트(Deutsche Turnerschaft)에서 운동을 했다. 이후 그는 아테네에서 열린 1896년 하계 올림픽에 참가했다. 바인게르트너는 독일 선수단의 일원으로 참가했으며 평행봉과 철봉 단체경기에서 금메달을 따서 두 개의 금메달을 땄다.
개인 경기에서도 몇 개의 메달을 땄다. 철봉 개인 경기에서는 금메달을 땄으며 링과 안마 경기에서는 은메달을, 도마 경기에서는 동메달을 목에 걸었다. 그는 평행봉 경기에도 출전했으나 이 종목에서는 메달을 따지 못했다. 그는 1896년 대회에서 6개의 메달을 땄으며 이 대회에서 가장 메달을 많이 딴 선수이기도 하다.
그가 독일로 돌아온 후에 그와 다른 독일 체조 선수 대부분은 출전 정지를 당했는데 도이체 투너샤프트가 이 올림픽을 보이콧했음에도 불구하고 출전을 강행했기 때문이다. 그래서 바인게르트너는 프랑크푸르트 (오데르)로 되돌아가서 그의 아버지가 지겐베르더 섬에 세운 옥외 수영장을 경영하기도 했다.
그는 오데르강에 빠진 사람을 구조하려 하기도 했다.
1996년에 지겐베르더의 주로의 명칭이 '헤르만-바인게르트너-베그'로 붙여졌다.